# Wilhelm Klatte
Wilhelm Klatte (født 13. februar 1870 i Bremen, død 12. september 1930 i Berlin) var en tysk musikforfatter.
Klatte var kritiker og pædagog i Berlin, fra 1925 teorilærer ved Statens Akademi for Kirke- og Skolemusik. Hans skrifter er dels teoretiske (Grundlagen des mehrstimmigen Satzes, 1922), dels historiske (Richard Strauss, Franz Schubert, Geschichte der Programmusik med flere).